# Малекіт Проклятий
Малекіт Проклятий (англ. Malekith the Accursed; [ˈmæləkɪθ]) — вигаданий персонаж, що з'являвся на сторінках американських коміксів видавництва Marvel Comics. Є правителем темних ельфів Свартальфгейму та вступив у конфлікт з Тором. Колись він володів Скринькою Давніх зим.
Крістофер Екклстон зіграв суперлиходія у фільмі кіновсесвіту Marvel «Тор: Царство темряви» (2013).

## Історія публікації
Вигаданий Волтом Сімонсоном, Малекіт вперше з'явився в «Thor» #344-349 (червень-листопад 1984). Згодом він з'явився в #363 (січень 1986), #366-368 (квітень-червень 1986), #485-487 (квітень-червень 1995) і #489 (серпень 1995).
Він як гість в «X-Force» and «Cable Annual» (1997) і «Heroes for Hire» #14 (серпень 1998), перш ніж знову битися з Тором в «Thor» Том 2 #29-32 (листопад 2000-лютий 2001). Пізніше він з'явився в «The Incredible Hercules» #134 (листопад 2009) та #136 (грудень 2009).
У 2012 році Джейсон Аарон відродив його в серії «Thor: God of Thunder» і він став головним антагоністом у «Thor» Том 4 («All New, All Different») та кросовері «War on the Realms».

## Сили та вміння
Як і всі темні ельфи, Малекіт володіє більшою силою, витривалістю, швидкістю, спритністю і стійкістю до травм, ніж середньостатистична людина, а також набагато більшою тривалістю життя. Також, як і його побратими темні ельфи, Проклятий легко піддається впливу заліза. Однак він також вивчав надприродне і став наймогутнішим чаклуном у Свартальфгеймі.
Малекіт також майстерний маніпулятор завдяки своїй красномовності й здатності приймати чужу подобу. Він також може долати великі відстані без особливих зусиль і перетворювати смертних на своїх мимовільних рабів. Як Повелитель Дикого гону, він може викликати армію хижих гончих, які будуть шукати все, що він забажає. Нарешті, він часто володіє містичним артефактом, який називається Скринька Давніх зим, який надає йому будь-яку кількість крижаних здібностей, включаючи силу здіймати океанські крижані шторми, де він забажає.

## Інші версії

### Marvel Adventures
Малекіт з'явився в одному з випусків «Marvel Adventures: Adventures», де він намагається захопити Асґард за допомогою Крижаних велетнів, але був переможений спільними зусиллями Месників, Тора та багатьох інших асґардійських воїнів.
Малекіт Проклятий з'являється у фільмі "Месники: Наймогутніші герої Землі" епізоді "Скринька стародавніх зим", озвучений Квінтоном Флінном. Після часткового воскресіння Локі, Малекіт уклав з ним союз і розшукав титульну скриньку. Однак, зрадивши Локі, він зміг отримати доступ до сили скриньки і спробував створити нескінченну зиму в Мідгарді для своїх Темних ельфів, але був зупинений Тором, Залізною людиною та Чорною пантерою.